# Werechanie (wieś)
Werechanie – wieś w Polsce położona w województwie lubelskim, w powiecie tomaszowskim, w gminie Rachanie.
W latach 1975–1998 miejscowość administracyjnie należała do województwa zamojskiego.
Wieś jest sołectwem w gminie Rachanie. Według Narodowego Spisu Powszechnego z roku 2011 wieś liczyła 444 mieszkańców.

## Części wsi
| SIMC    | Nazwa   | Rodzaj    |
| ------- | ------- | --------- |
| 0896887 | Popówka | część wsi |

## Historia
Wieś położona w środkowej części gminy Rachanie, nad rzeką Werechanką, w obrębie Grzędy Sokalskiej. Pierwsza wzmianka o miejscowości pochodzi z roku 1446 choć jak udowadnia A. Janeczek dotyczyła raczej miejsca topograficznego niż wsi, która wówczas jeszcze chyba nie istniała. W 1472 roku Werechanie jako wieś królewska w starostwie bełskim liczyły 9 łanów użytków. W sierpniu 1535 roku rozgraniczono wsie królewskie Werechanie i Tarnawatkę od wsi ziemiańskich Niemirówka i Krynic. Rejestr poborowy z 1531 roku notował tu 2 i 3/4 łana użytków, natomiast w 1578 roku 9 łanów użytków, 8 zagrodników z ziemią, 2 komorników z bydłem, 4 komorników, 2 rzemieślników i cerkiew. W 1565 roku wieś drogą zmiany za Damienice przeszła w ręce Oleśnickich, którzy założyli tu folwark. Zmniejszyli daniny w naturze we wsi 35 kmieci na półłankach, 10 zagrodników, 9 bartników, 7 komorników, karczmarz, pop z 1/2 łana użytków, kniaź z 1/2 łana, młynarz oraz staw. Po kilku latach rządów Oleśnickich transakcja została skasowana i wieś powróciła do starostwa bełskiego, a po utworzeniu starostwa tarnawackiego weszła w jego skład. Od końca XVI wieku aż do połowy lat 80. XVIII wieku starostwo tarnawackie było w dzierżawie u Zamoyskich. Później zostało skonfiskowane przez rząd austriacki.
Zaraz po I rozbiorze Polski rząd austriacki rozpoczął starania o zmianę starostwa tomaszowskiego na dobra solne Korsowo, będące we władaniu hrabiego Tadeusza Dzieduszyckiego (1724-1777) cześnika wielkiego koronnego, żonatego z Salometą Trąbianską. W 1812 roku w wyniku działów rodzinnych dawne starostwo tarnawackie: Tarnawatkę, Łuszczacz, Majdan Mały, Majdan Wielki, Majdan Zielone, Pańków, Szur Nowy, Werechanie i Wieprzów objął syn Tadeusza – Józef Dzieduszycki (1772-1847), ożeniony z Pauliną z Działyńskich, a następnie ich jedyny syn Włodzimierz (1825–1899), żonaty z Alfonsyną Miołczynską. W 1897 roku dobra tarnawackie przeszły na Miąłczyńskich, którzy sprzedali je ok. 1900 roku Janowi i Elżbiecie z Kraińskich Tyszkiewiczom, na stałe mieszkającym w Wace. Dobrami Tarnawatka zarządzał do 1903 roku Stanisław Pietraszkiewicz, a później Wacław Giżycki. Pierwsza wzmianka o cerkwi pochodzi z roku 1564. Notują ją źródła z końca XVI i pocz. XVII wieku. W 1680 roku wybudowano tu następną cerkiew. W 1761 roku notowano w Werechaniach parafialną cerkiew drewnianą pw.św. Parkadesy, która należała do dekanatu tomaszowskiego. W 1767 roku wzniesiono we wsi kolejną cerkiew Drewnianą. W 1947 roku cerkiew spłonęła, a na jej miejsce w latach 1991–1992 wybudowano kaplicę rzymskokatolicką, filię parafii w Rachaniach. Jest to kaplica pw. św. Floriana i Najświętszej Maryi Panny Królowej Polski. Według informacji znajdujących się w tablicy informacyjnej modlący się przed obrazem, który jeszcze przed pożarem znajdował się w ołtarzu głównym doznawali łask i uzdrowień. Obecnie przed kaplicą znajduje się studzienka, z której woda pochodzi ze źródła, które niegdyś "biło" za ołtarzem. Dnia 14.05.2016 w kaplicy powieszone zostało drewniane popiersie Jana Pawła II. Pierwotnie wokół cerkwi istniał cmentarz grzebalny czynny do pół XIX wieku. Później mieszkańcy Werechań chowali swoich zmarłych na cmentarzu w Grodysławicach. Obecnie przy kaplicy funkcjonuje cmentarz rzymskokatolicki. Posiada on kształt wieloboku o powierzchni 0,26 ha.
Spis z 1827 roku notował wieś w powiecie tomaszowskim i parafii Łabunie. Liczyła wówczas 58 domów i 371 mieszkańców. W 1880 roku było tu 31 domów, w tym 27 włościańskich i 432 mieszkańców: 20 żydów i 180 prawosławnych. Włościanie posiadali 298 mórg ziemi. Folwark wchodził w skład dóbr Tarnawatka i liczył 132 morgi ziemi ornej, 21 mórg, łąk, 1 morgę pastwisk, 3 morgi wody i 11 mórg nieużytków. W folwarku był 1 budynek murowany i 14 drewnianych oraz tartak wodny i smolarnia. Według spisu z 1921 roku we wsi było 80 domów i 473 mieszkańców, w tym 55 Ukraińców i 21 Żydów, natomiast w folwarku notowano 2 domy i 39 mieszkańców, włącznie Polaków.
W lipcu 1943 roku wieś została wysiedlona przez hitlerowców.